# Antyfont
Antyfont z Ramnus a. Antyfon z Ramnus (prawd. ur. 480 p.n.e., zm. 411 p.n.e.) – grecki retor, filozof, logograf, sofista o przekonaniach zbliżonych do Hippiaszowych.

## Znaczenie
Antyfont zaistniał w historii filozofii dopiero na początku XX wieku, gdy w latach 1915 i 1922 odkryto dwa papirusy z Oksyrynchos przytaczające słowa Antyfonta. Przedstawiają one część poglądów filozoficznych, lecz o samej osobie sofisty nadal niewiele wiadomo. Niektórzy nawet mają wątpliwości co do tego, czy Antyfont-mówca i Antyfont-sofista to jedna i ta sama osoba.

## Poglądy

### Nomosiphysis
Antyfont zajmował się, podobnie jak Hippiasz, tematyką przeciwstawienia nomos i physis czyli prawa stanowionego i prawa naturalnego, lecz posunął się w tej dziedzinie dalej niż poprzednik. Podobnie jak u Hippiasza wszyscy ludzie są dla Antyfonta równi wobec prawa natury. Wszelkie podziały i wyróżnienia uznane zostały za nieuzasadnione. Prawo natury jest wszystkim znane i wszystkich zobowiązuje, a podstawowym jego nakazem jest zachowanie życia, oraz dążenie do tego, co przyjemne i co przynosi mu korzyści. Physis to dla Hippiasza tyle co prawda, a nomos uznaje on za mniemanie. O prawie pozytywnym mówił, że zadaje gwałt naturze, wobec tego można je łamać bez poczucia winy, gdy nikt nie jest w stanie wykryć naszego czynu, a zatem gdy nie ciągnie to za sobą nieprzyjemnych konsekwencji. Prawo tworzone przez człowieka opiera się więc wyłącznie na sile i dlatego roztropność nakazuje, aby go przestrzegać. Zupełnie inaczej odnosił się jednak do physis. Przeciwstawienie się physis jest złe i godne potępienia zarówno na widoku publicznym, jak i w ukryciu. Wina jest bowiem konsekwencją prawdy a nie mniemania. Za najkorzystniejszy stosunek do sprawiedliwości uznawał przestrzeganie praw stanowionych, gdy jest taka konieczność, lecz trzymanie się prawa naturalnego, gdy mamy ku temu możliwość.

### Kosmopolityzmiegalitaryzm
Według Hippiasza wszyscy obywatele Grecji mieli być równi bez względu na to, z którego polis pochodzą. Również w tej materii Antyfont wychodzi o krok dalej od swego poprzednika – sugeruje, że nawet barbarzyńcy (mieszkający poza granicami Grecji) mają tę samą naturę i należy ich traktować na równi z obywatelami. Poglądy te zadają cios odwiecznemu podziałowi, jaki powszechnie funkcjonował w starożytności. Antyfont sugeruje także wyprowadzenie łączącej wszystkich ludzi natury z fizyczności. Każdy pracuje za pomocą rąk, a chodzi na nogach, płacze gdy cierpi, a śmieje się gdy mu wesoło. Takie podejście do tematu może zostać jednak błędnie zrozumiane, bowiem ludzie różnią się fizycznie i na gruncie tej teorii można wnioskować np. że prawo naturalne daje silniejszemu władzę nad słabszym, co nie było zamierzeniem Antyfonta, a co szybko wychwycili sofiści politycy.

## Styl
Hermogenes z Tarsu omawiając styl polityczny w sztuce retorycznej, scharakteryzował mowy Antyfonta jako napisane w sposób bardzo jasny. Wskazał również, iż Antyfont był pierwszym, który wynalazł i rozwijał styl polityczny, co wynika z faktu, iż był on chronologicznie najstarszym ze wszystkich dziesięciu mówców. Pod względem zastosowania podniosłości języka, oceniony przez Hermogenesa wyżej niż Hyperejdes i Ajschines. Ogólnie ocenia jego styl jako elegancki, choć bez przesady, w miarę żywy i w miarę doskonały.